# Touba (Madouba)
Pour les articles homonymes, voir Touba.
Pour le département et la commune rurale, voir Madouba (département).
Touba est un village du département et la commune rurale de Madouba, situé dans la province de la Kossi et la région de la Boucle du Mouhoun au Burkina Faso. Il inclut administrativement le village de Madouba, siège du chef-lieu de la commune et du département.